# 春川市
春川市（：／ Chuncheon si */?）是韩国江原特别自治道西部的一个市级行政区，為该道道廳所在地，面积1116.43平方公里，人口28万餘人:275。
春川是韩国的旅游胜地之一，拥有春川湖、衣岩湖、昭阳湖等众多湖泊，以及南怡岛、中岛、刺猬岛等岛屿，是韩国典型的湖滨城市。此外，春川附近还有雪岳山、三岳山、五峰山等韩国名山。:276
春川市是2004年亚洲及太平洋冰壶锦标赛和第一届世界休闲体育大会的主办城市。此外，春川每年还举办国际马拉松赛事春川马拉松比赛。

## 历史
春川原为东濊之地，5世纪时被高句丽吞并，后编入新罗。637年（善德女王6）年，春川称为牛首州，新罗在此设有军主进行军事管治，757年（景德王16年）改名为朔州，同年后改为光海州，940年（高丽太祖23年）改称春州。995年（成宗14年），高丽在春州设团练使，隶属于安边都护府，1203年（神宗6年）升级为安阳都护府，同年后又降格为春州使。朝鲜王朝时期，春州隶属于江原道，一直是其首府。1403年（太宗3年），春州改名为春川，1413年（太宗13年）升格为春川郡，1415年升格为春川都护府。1888年（高宗25年），春川升格为留都府，隶属于京畿道。1895年(高宗 32年) ，朝鲜废除以往的8道后，江原道改编为春川府（13个郡）和江陵府（9个郡），将都府司迁移到春川，后改为观察府，成为当时23府制中的春川府。1896年（高宗33年）23府制改为13道制，观察府改为道厅，春川府成为春川郡，下辖1邑、10面、108里。1913年成为春川郡府内面，1931年升格为春川邑。:275-276
1946年，春川邑升格为春川府。1949年实施地方自治法时，春川府改称春川市。1950年朝鲜战争爆发后，春川市遭到严重破坏，市区一片废墟。1951年6月，春川被收复后得以重建、发展。:276目前春川的行政区分为1个邑、9个面、15个行政洞。

## 地理
春川市位于韩国江原特别自治道西部，北与华川郡接壤，东北部与麟蹄郡和杨口郡相临，南部和东南是洪川郡，西部是京畿道加平郡，面积1116.43平方公里，人口超25万。:275
春川地处太白山脉西麓斜面的春川盆地内。春川盆地是典型的内陆侵蚀盆地，内侧约300米高处形成有急倾斜面，300米以下是山坡缓斜面和丘陵地貌。春川的东部和北部耸立有加里山（1051米）、大龙山（889米）、莲叶山（850米）、鹰峰（1436米）、烛台峰（1125米）、加德山（858米）、北培山（867米）等较高的山峰。春川南部的山势逐渐变矮，与京畿道相连。除河流冲积地外，春川的丘陵多于平地，中部耸立着凤仪山（302米）。:276
春川境内的主要河流有北汉江、昭阳江、孔之川、后坪川等。发源于金刚山的北汉江与流向东北方向的昭阳江在春川盆地交汇，然后向西南流淌，在京畿道加平郡与洪川江交汇。孔之川发源于鹰峰和金屏山，后流入衣岩湖。发源于大龙山的后坪川注入昭阳江。修建在河流之上的春川大坝、衣岩大坝、昭阳江大坝不仅发挥着调节洪水的作用，还形成了春川湖、衣岩湖、昭阳湖等湖泊，使春川成为韩国典型的湖滨城市。:276

### 气候
春川地处内陆山间盆地，气候基本上是大陆性气候，四季气温差明显。受湖水影响，春川多雾天。春川年平均气温11.6摄氏度，其中1月份平均气温为-7.3摄氏度，8月份平均气温25.5摄氏度，年均降水量为1177.7毫米。:276

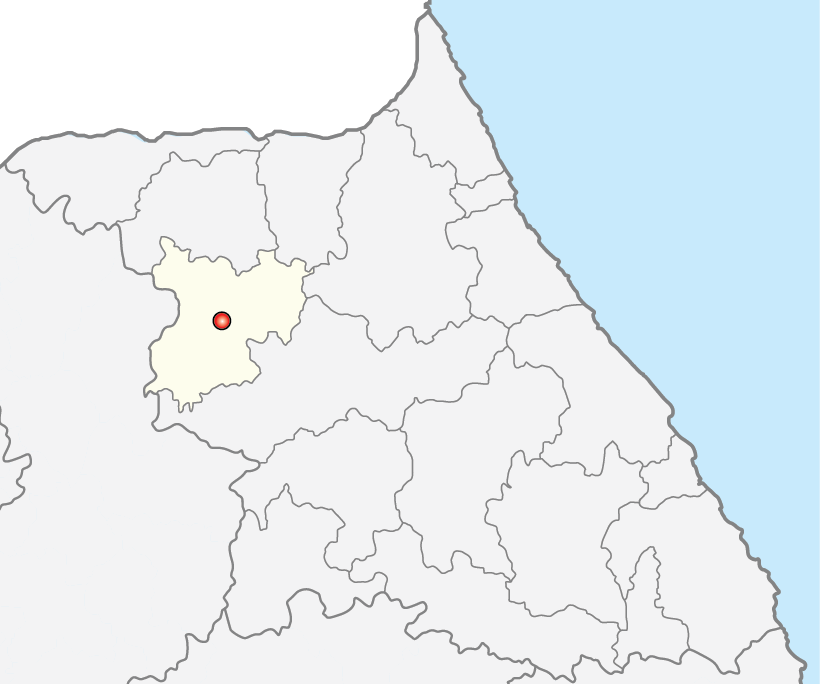
春川市在江原特别自治道的位置

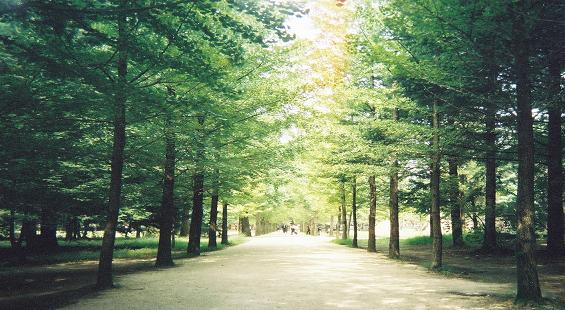
位于春川市的南怡岛是韩剧《冬季恋歌》的拍摄地

| 春川市 (1971-2000) | 春川市 (1971-2000) | 春川市 (1971-2000) | 春川市 (1971-2000) | 春川市 (1971-2000) | 春川市 (1971-2000) | 春川市 (1971-2000) | 春川市 (1971-2000) | 春川市 (1971-2000) | 春川市 (1971-2000) | 春川市 (1971-2000) | 春川市 (1971-2000) | 春川市 (1971-2000) | 春川市 (1971-2000) |
| 月份               | 1月                | 2月                | 3月                | 4月                | 5月                | 6月                | 7月                | 8月                | 9月                | 10月               | 11月               | 12月               | 全年               |
| ------------------ | ------------------ | ------------------ | ------------------ | ------------------ | ------------------ | ------------------ | ------------------ | ------------------ | ------------------ | ------------------ | ------------------ | ------------------ | ------------------ |
| 平均高温 °C（°F）  | 1.3 (34.3)         | 4.4 (39.9)         | 10.8 (51.4)        | 18.7 (65.7)        | 23.6 (74.5)        | 27.4 (81.3)        | 29.2 (84.6)        | 29.5 (85.1)        | 25.1 (77.2)        | 19.3 (66.7)        | 10.8 (51.4)        | 3.7 (38.7)         | 17.0 (62.6)        |
| 平均低温 °C（°F）  | −9.7 (14.5)        | −7.3 (18.9)        | −1.6 (29.1)        | 4.4 (39.9)         | 10.4 (50.7)        | 16.4 (61.5)        | 20.7 (69.3)        | 20.5 (68.9)        | 14.3 (57.7)        | 6.7 (44.1)         | 0.0 (32.0)         | −6.3 (20.7)        | 5.7 (42.3)         |
| 平均降水量 mm（）  | 20.3 (0.80)        | 23.7 (0.93)        | 39.8 (1.57)        | 69.5 (2.74)        | 100.1 (3.94)       | 131.3 (5.17)       | 318.6 (12.54)      | 310.4 (12.22)      | 143.5 (5.65)       | 43.1 (1.70)        | 44.1 (1.74)        | 22.4 (0.88)        | 1,266.8 (49.87)    |
| 平均相對濕度（％） | 70.8               | 67.5               | 65.1               | 61.6               | 66.4               | 72.7               | 79.9               | 80.4               | 79.0               | 76.1               | 74.8               | 73.6               | 72.3               |
| 月均日照時數       | 164.2              | 175.6              | 206.3              | 220.6              | 233.4              | 208.4              | 161.4              | 176.4              | 181.0              | 179.9              | 142.3              | 148.3              | 2,197.6            |
| 来源：韩国气象厅   |                    |                    |                    |                    |                    |                    |                    |                    |                    |                    |                    |                    |                    |

## 行政区划
| 邑·面·洞 | 諺文     | 人口(名) | 面积(km²) | 法定洞·里                                                                        |
| -------- | -------- | -------- | --------- | -------------------------------------------------------------------------------- |
| 新北邑   | 신북읍   | 7,339    | 57.23km²  | 栗文里、泉田里、柳浦里、山泉里、鉢山里、池內里、龍山里                           |
| 東面     | 동면     | 11,319   | 134.2km²  | 萬泉里、獐鶴里、甘井里、枝內里、月谷里、品安里、品傑里、辛梨里、上傑里           |
| 東山面   | 동산면   | 1,610    | 80.81km²  | 朝陽里、鳳鳴里、原昌里、君子里                                                   |
| 新東面   | 신동면   | 2,539    | 48.19km²  | 衣岩里、八味里、穴洞里、甑里、鼎足里                                             |
| 東內面   | 동내면   | 13,838   | 36.62km²  | 擧頭里、新村里、古隱里、沙岩里、鶴谷里                                           |
| 南面     | 남면     | 1,134    | 73.2km²   | 冠川里、博岩里、柯亭里、鉢山里、後洞里、秋谷里、漢德里                           |
| 南山面   | 남산면   | 3,879    | 124.11km² | 通谷里、光坂里、杏村里、壽洞里、倉村里、芳谷里、江村里、西川里、白楊里、芳荷里   |
| 西面     | 서면     | 4,082    | 141.64km² | 玄岩里、錦山里、新梅里、西上里、梧月里、月松里、芳洞里、德斗院里、塘林里、安保里 |
| 史北面   | 사북면   | 2,503    | 152.57km² | 新浦里、芝村里、吾灘里、佳日里、圓坪里、芝岩里、古呑里、古城里、松岩里、仁嵐里   |
| 北山面   | 북산면   | 874      | 214.98km² | 內平里、淸平里、富貴里、楸谷里、吾項里、勿老里、照橋里、大同里、垈谷里、楸田里   |
| 校洞     | 교동     | 4,127    | 0.50km²   | 校洞 一带                                                                        |
| 槿花洞   | 근화동   | 8,298    | 9.59km²   | 槿花洞、中島洞、昭陽路一街                                                       |
| 昭陽洞   | 소양동   | 8,147    | 1.26km²   | 玉泉洞、要仙洞、鳳儀洞、昭陽路二街、昭陽路三街、昭陽路四街、樂園洞、中央路一街   |
| 藥司明洞 | 약사면동 | 4,935    | 0.52km²   | 藥司洞、中央路二街、中央路三街                                                   |
| 朝雲洞   | 조운동   | 3,686    | 0.32km²   | 朝陽洞、雲橋洞                                                                   |
| 江南洞   | 강넘동   | 14,531   | 14.65km²  | 溫衣洞、三川洞、漆田洞、松岩洞                                                   |
| 碩士洞   | 석사동   | 40,568   | 4.08km²   | 碩士洞 一带                                                                      |
| 新司牛洞 | 산사우동 | 20,849   | 11.62km²  | 新洞、司農洞、牛頭洞                                                             |
| 退溪洞   | 퇴계동   | 44,833   | 4.13km²   | 退溪洞 一带                                                                      |
| 孝子一洞 | 효자1동  | 3,866    | 0.65㎢    | 孝子洞 一部                                                                      |
| 孝子二洞 | 효자2동  | 12,694   | 1.16㎢    | 孝子洞 一部                                                                      |
| 孝子三洞 | 효자3동  | 4,904    | 0.85㎢    | 孝子洞 一部                                                                      |
| 後平一洞 | 후평1동  | 13,031   | 1.86㎢    | 後平洞 一部                                                                      |
| 後平二洞 | 후평2동  | 15,039   | 0.67㎢    | 後平洞 一部                                                                      |
| 後平三洞 | 후평3동  | 21,160   | 1.21㎢    | 後平洞 一部                                                                      |

## 经济
春川的新北面、西面、史北面、南山面等地区是春川的主要水田农业基地，同时也出产大米、玉米、白菜、辣椒等蔬菜和苹果、桃子、梨、葡萄等水果。春川盆地周边山脚下的缓坡韩牛、奶牛、鹿等养殖业很发达。史北面和东面是春川的养蜂基地。南西面和西面建有仓村农产品工业园和唐林农产品工业园。:276
春川拥有韩国最大的水利电力能源带，建有春川、衣岩、昭阳江等水利发电站。后平涧的春川工业园建有电子、纺织、机械金属、石油化工、食品等工业企业。制造业在春川相对薄弱，而批发零售业、食品卫生业、住宿业很发达。:276
春川的旅游资源很丰富，有春川湖、衣岩湖、昭阳湖等众多湖泊，以及南怡岛、中岛、刺猬岛等岛屿，附近还有雪岳山、三岳山、五峰山等名山，是韩国的旅游胜地之一。:276

## 交通

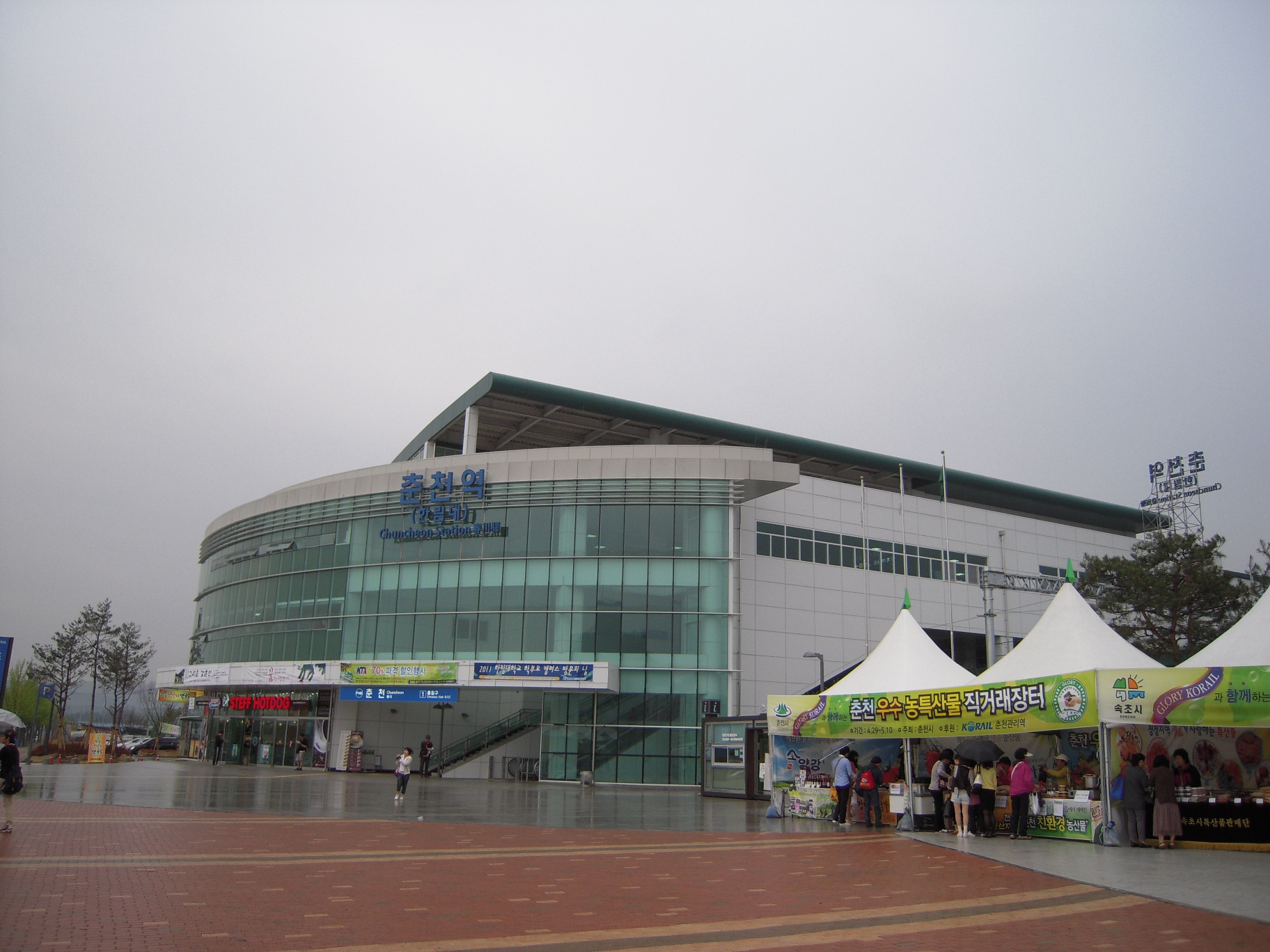
春川站

春川与江原特别自治道各个方向都有交通网相连。京春线铁路和庆春国道连接着春川与韩国首都首尔。华川—原州、铁原—洪川的国道穿过春川。2003年12月，连接春川和大邱的中央高速公路全线通车。:276

## 文化
春川的放送局有KBS春川放送總局、春川文化广播。春川的博物馆有国立春川博物馆、春川动漫博物馆、春川美术馆。

### 文化节
春川是座会展城市，每年举行各种的文化节。:276
- 每年5月举行春川国际哑剧节（朝鲜语：춘천마임축제）[11]
- 每年5月举行春川国际戏剧节（朝鲜语：춘천국제연극제）[12]
- 每年举行春川铁板鸡荞麦凉面庆典（朝鲜语：춘천 닭갈비·막국수 축제）[13]
- 每年8月春川举行春川木偶戏节（朝鲜语：춘천인형극제）[14]
- 每年8月举行春川艺术节[15]
- 每年9月春川举行昭阳江文化节（朝鲜语：소양강문화제）[16]
- 春川动漫节[17]

### 教育

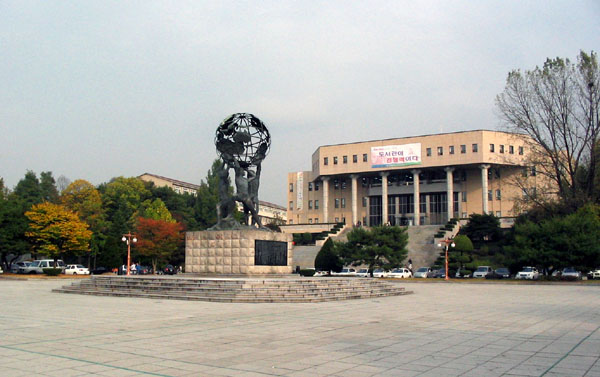
江原大学

春川是座教育城市，其人口的三分之一是学生，学生人口的三分之一是大学生。春川校洞保留有春川乡校，以及文严书院、道浦书院、九奉书院等韩国传统教育机构。:276
- 江原大學
- 翰林大學

### 体育
春川市每年举办春川马拉松比赛。2004年11月20日至25日，春川举办了2004年亚洲及太平洋冰壶锦标赛。2010年8月28日至9月5日，春川举办了第一届世界休闲体育大会。
- 亚洲冰球联赛High1（英语：High1）
- 韩国挑战者联赛春川FC（英语：Chuncheon FC）

## 友好城市
- 日本山口县防府市（1991年）
- 中华人民共和国浙江省杭州市（1994年）
- 中华人民共和国辽宁省大连市（2001年）
- 衣索比亞亚的斯亚贝巴（2004年）
- 中华人民共和国河南省南阳市（2012年）